# Чачапойци
Чачапойците, също наричани воини на облаците, са народ от Андите, обитавал в облачните гори на Амазонската област на сегашно Перу.
Инките завладели тяхната цивилизация малко преди идването на испанците в Перу. Когато испанците дошли в Перу през 16 век, чачапойците били един от многото народи, управлявани от инките. Тяхното съединяване с Инкската империя не било лесно поради тяхната постоянна съпротива срещу инкските войски.
След като инките и испанските конкистадори са основните източници на информация за чачапойците, безпристрастното, от първа ръка знание за тях, остава оскъдно. Писанията от главните хронисти на това време като Ел Инка Гарсиласо де ла Вега са базирани на откъслечни от втора ръка сведения. Повечето, което знаем за чачапойската култура, се основава на археологически сведения от развалини, керамични изделия, гробници и други артефакти.
Хронистът Педро Сиеза Де Лео̀н дава някои интересни сведения за чачапойците:
„Те са най-белите и най-хубавите от всички хора, които видях в Индиите, и техните жени бяха толкова хубави че заради тяхната нежност, много от тях заслужават да бъдат жени на инките и също да бъдат заведени на Слънчевия храм (...) Жените и съпрузите им винаги се обличат във вълнени дрехи и в главите си носят лаутоси (може да се оприличи на вълнен тюрбан), което е знак, който носят за да бъдат знаени навсякъде.“
Сиеза добавя, че след анексирането им към Инкската империя те възприели костюмите, наложени им от базираните в Куско инки.
Името Чачапоя в интерес на истината е името дадено на тази култура от инките. Името, с което тези хора са наричали себе си, е неизвестно. Значението на думата Чачапойци може да произхожда от сача-п-колас, еквивалент на „хората кола, които живеят в горите“ (сача = див п = на кола = народ, който говори на аймарски език). Някои вярват, че думата е вариант на кечуанската конструкция сача пуя или хората от облаците.

## География
Територията на чачапойците се е намирала в северните региони на Андите в сегашно Перу. Тя обхващала триъгълния регион, образуван от сливането на реките Мараньон и Утчубамба в района на Багуа, до басейна на река Абизео, където са намерени руините на Паятен. Територията също включвала земи на юг до река Чонтаясу, надминавайки границите на сегашния департамент Амазонас на юг. Центърът на чачапойската култура е бил басейнът на река Утчубамба. Поради големият размер на река Мариньон и обкръжаващия я планински терен, регионът е бил сравнително изолиран от брега и други части на Перу, въпреки че има археологически сведения за някакви взаимодействия между чачапойците и други култури.
Съвременният перуански град Чачапояс получава името си от тази древна култура, както и определения архитектурен стил. Гарсиласо де ла Вега споменава, че чачапойската територия била толкова обширна, че:
„Ние лесно можем да го наречем царство, понеже има повече от петдесет левги дължина на двадесет левги ширина, без да броим пътят за Муюпампа, тридесет левги по-дълъг (...)“
Левгата е мярка за дължина, равна на около 5 километра.
Областта на чачапойците е често наричана Амазонски Анди, понеже е част от планинска верига, покрита от гъсти тропически гори. Амазонските Анди съставляват източния склон на Андите, които някога са били покрити от гъста амазонска растителност. Регионът се протяга от разклонението на веригата до надморски височини, където главно гори все още стоят, обикновено над 3500 м. Културната област на Амазонските Анди обхваща земя, разположена между 2000 и 3000 м надморска височина.

## Произход
Сведения като тези на Сиеза де Леон посочват, че чачапойците имат „по-светла“ кожа от другите индианци в региона и като други неправилни народи (като гуанчите от Канарските острови или таримските мумии) произходът и външността им са обект на спекулации и преувеличения.
Според анализа на чачапойските обекти, направен от антисьоските експедиции на Амазонския археологически институт, чачапойците не проявяват амазонски културни традиции, но една по-близка прилика с андийските. При положение, че теренът благоприятства перипатричното видообразуване – доказано от високото биоразнообразие на андийския регион – физическите качества на чачапойците най-вероятно се отразяват на ефекта на създателя и сортирането на съкупляването или близки феномени в първоначално малка популация деляща относително съвременен общ прародител с други америндиански групи.